# Scorched 3D
Scorched 3D — компьютерная игра, ремейк пошаговой артиллерийской стратегии Scorched Earth. Игра полностью переработана на трёхмерную графику. В отличие от оригинальной Scorched Earth, которая является shareware-игрой, Scorched 3D является полностью бесплатной и распространяется на условиях лицензии GNU GPL. Играть можно против компьютерного соперника или по сети. Присутствует также коллективная игра, за одним компьютером могут играть до 24 игроков.

## Геймплей
Геймплей весьма прост и не требует особого навыка. Игроки размещаются случайным образом на трёхмерной карте и стремятся уничтожить танк противника. Разрешается регулировать угол вращения и силу выстрела, а также выбирать боеприпасы и инвентарь.
За один ход участник может либо сделать выстрел, либо переместить свою военную технику в другое местоположение. Другой элемент геймплея включает систему экономики, где участники покупают оружие и другие приспособления за деньги, заработанные уничтожением противников. У каждого типа боеприпасов или другого инвентаря имеются свои различные свойства. Одна из главных особенностей игры — графический движок, который позволяет полностью изменять ландшафт на карте.

### Техника
В игре позволено выбирать разные виды техники игрока. Существует более 50 видов различной техники. Вид танка или другой техники не влияет на уровень его здоровья и другие характеристики. Игроку позволено выбрать технику (танки, зенитные и артиллерийские установки, башни, существа и т.д.) различных видов перед началом каждой игры.

### Оружие
В игре есть более 40 видов оружия.
Стандартное оружие (англ. Standard Weapons)
- Малая ракета (англ. Baby Missile) самое начальное и слабое оружие в игре. Каждый игрок имеет неограниченный запас боеприпасов.
- Ракета (англ. Missile) улучшенная Baby Missile. Увеличен радиус взрыва и повреждение.
- Ядерная ракета (англ. Nuke) имеет большой радиус взрыва.
- Малая ядерная ракета (англ. Baby nuke) тоже что и ядерная ракета, только меньше радиус взрыва.
- Leapfrog состоит из боеголовок, которые после выстрела летят одна за другой. Очень эффективно для того, чтобы пробиться через щиты врага.
- MIRV за определённое расстояние до цели разделяется на несколько маленьких ракет.
- Катящиеся бомбы (англ. Rollers) будут катиться вниз по наклонной поверхности, пока они не поразят цель или не скатятся до самого низкого места, где и сдетонируют.
- Лазеры (англ. Laser) могут стрелять сквозь толщу горы.
- Напалм (англ. Napalm) может использоваться, чтобы сжечь цели.
- Пугающая Бомба (англ. Funky Bomb) при попадании в землю разделяется на разноцветные бомбы, которые разлетаются во все стороны.
- Череп (англ. Death’s head) одно из самых сильных вооружений в игре. При попадании в цель разделяется на бомбы, равных по силе как ядерная ракета.
- Трассирующие Снаряды (англ. Tracers) не имеют никакой разрушительной силы, но полезны для расчёта траектории полета снаряда.

Землеразрушающее оружие (англ. Earth Destroying Weapons)
Землеразрушающее оружие используется для того, чтобы уничтожать почву. Большинство видов этого оружия не может непосредственно вредить танку, хотя они могут «рыть» землю под вражеской установкой, которая впоследствии будет при падении разбиваться об землю. Землеразрушающее оружие также хорошо для того, чтобы уничтожать горы, которые мешают игроку.
- Riot Bombs разрушают сферическую зону грязи на месте взрыва снаряда. Они не могут нанести повреждения танкам. Улучшенный вариант Riot Bombs — Heavy Riot Bombs.
- Землеройные машины (англ. Diggers) полезны для удаления маленького количества почвы. Они прокапывают туннель в почве, когда снаряд попадает в землю. Впоследствии туннель обрушивается и на поверхности земли образовывается канава.
- Пожиратели песка (англ. Sandhogs) используют альтернативную технологию для достижения схожего с землеройными машинами (англ. Diggers) эффекта. Каждая туннельная боеголовка содержит маленький, но мощный заряд, который может уничтожить вражеский танк снизу. Sandhogs также полезны тем, что могут эффективно использоваться против танков, использующих силовые щиты. Они поражают танк непосредственно снизу, вне зоны досягаемости щитов.

Землесоздающее оружие (англ. Earth Producing Weapons)
Категория землесоздающего оружия включает снаряды с уплотнённой землей, которая при взрыве снаряда рассыпается вокруг места взрыва в огромном количестве. Этот тип оружия может использоваться, чтобы выстроить земляные укрепления или засыпать вражеские танки.
- Шары Грязи (англ. Dirt Balls) — оружие продуцирующее после взрыва снаряда сферу почвы. Есть три категории Грязевых Шаров: Комья Грязи (англ. Dirt Clods), Шары Грязи (англ. Dirt Balls), Тонны Грязи (англ. Ton). Они отличаются лишь величиной грязевой сферы: каждое последующее оружие создает сферу большего размера.

### Защитные системы
Системы защиты (англ. Defense Systems) — приспособления и инвентарь, главное предназначение которых — продержать танк игрока как можно дольше на поле сражения. Защитные системы имеют в своём составе приспособления, которые предотвращают и восстанавливают повреждения танка.
- Батареи (англ. Battery) позволяют игроку возмещать повреждения, нанесённые вражескими снарядами.
- Силовые щиты (англ. Shield) защищают игрока от повреждений большинства видов вражеского оружия.
- Парашюты (англ. Parachute) препятствуют удару игрока об землю при падении.
- Авто Защита (англ. Auto defence) позволяет игроку приводить в действие некоторые виды защиты из его арсенала перед началом раунда.
- Топливо (англ. fuel) позволяет игроку перемещать свой танк по карте. Улучшенный вариант топлива — ракетное топливо (англ. Rocket fuel) — позволяет игроку перемещать свой танк намного быстрее.

## Технологии
В игре используется игровой движок собственной разработки Гевина Кемпа, — главного и единственного разработчика игры. В то время, когда была начата разработка Scorched3D, не было доступных игровых движков, которые имели бы поддержку деформируемого ландшафта, а поскольку это было необходимо для игры, то Гевин Кемп создал свой игровой движок с «нуля».
| Системные требования    | Системные требования                                                          | Системные требования                                                                 |
| ----------------------- | ----------------------------------------------------------------------------- | ------------------------------------------------------------------------------------ |
|                         | Минимальные                                                                   | Рекомендуемые                                                                        |
| Windows                 |                                                                               |                                                                                      |
| ОС                      | Win 95 — DirectX 8.0a или Win 98/ME/2K/XP — Последний DirectX 9.0c            | Win 95 — DirectX 8.0a или Win 98/ME/2K/XP — Последний DirectX 9.0c                   |
| ЦПУ                     | 500 MHz                                                                       | 1.5 GHz                                                                              |
| Объём ОЗУ               | 128 (256 для Win XP)                                                          | 512                                                                                  |
| Место на диске          | 200 МБ                                                                        | 300 МБ                                                                               |
| Информационный носитель | Свободная для скачивания                                                      | Свободная для скачивания                                                             |
| Видеокарта              | 3D-ускоритель                                                                 | Неинтегрированный 128MB 3D-ускоритель с поддержкой GL шейдеров                       |
| Сеть                    | Dial-Up Модем (для онлайн игры), Сетевой адаптер (для игры по локальной сети) | Широкополосный модем (для онлайн игры), Сетевой адаптер (для игры по локальной сети) |
| Устройства ввода        | клавиатура и мышь                                                             | клавиатура и мышь                                                                    |

В качестве аудио-API используется OpenAL. Аудиоданные сохраняются в формате Vorbis.
В игре присутствует разрушаемое окружение, в частности — деформирование ландшафта.

## Саундтрек
В сентябре 2007 года немецкая фирма Hans HiScore написала саундтрек к игре, который появился у версии игры 41.3. В саундтрек входят три композиции приблизительно по 2 минуты каждая: «Main Theme», «Loop 2», «Loop 3». Их также можно прослушать на официальном сайте компании Hans HiScore.

## Счёт и статистика
В игре есть система, которая позволяет игрокам получать статусы или награды, которые показаны на форумах официального сайта. Эти характеристики присваиваются, если игроки являются зарегистрированными пользователями и охотно предоставляют свои удостоверения личности игрока через их Пользовательский Пульт Управления (англ. User Control Panel). Статус игрока основан на его навыках в играх — чем выше число проигрышей, тем менее квалифицированный, или менее активный игрок. Обычно, число побед и проигрышей должно падать и подниматься даже для опытных игроков. Иногда бывает, что игроки с очень высокими наградами (которые остаются высокими долгое время), могут играть не по правилам, используя в игре собственно созданных ботов, а также другие сторонние механические приспособления (линейки, нити и калькуляторы), с которыми играть намного эффективнее. Очки дают шанс игрокам участвовать в большем количестве соревнований с более сильными противниками.
Стоит помнить, что есть только несколько серверов, на которых игрок может получить соответствующие награды.
2 ноября 2007 года стало известно о том, что после выхода версии игры 41, игра была скачана более 2 миллионов раз. 1 171 216 загрузок на SourceForge.net и 828 911 загрузок на Download.com.
4 августа 2008 года на официальном сайте игры появилась новость о том, что открылся турнир по игре «Scorched 3D», который называется «MCB Tournament». Он продолжался с 4 по 8 августа 2008 года. Турнир проходил на сервере «MCB Tourny». Также был тип игры «один на один» и только с Ракетами (англ. Missiles). Продолжительность игры: 1 матч, 10 раундов, 12 ходов.
15 сентября 2008 года на официальном сайте игры были опубликованы победители десятого сезона соревнований на версии игры 41.2. Участником первого места стал «Raden», второго места — «xtc», третьего места — «Rommel». Также было объявлено о закрытии 10-го сезона соревнований.
17 февраля 2009 года на официальном сайте игры были опубликованы результаты одиннадцатого сезона соревнований на версии игры 41.2 (серии 2). Первое место занял игрок «NAKED STONER», второе — «Rodijak», и обладателем третьего места стал — «evil bastage».

3 июля 2009 года появилась новость о предстоящем чемпионате по игре, который будет проходить с 17 июля по 30 июля 2009 года. Название турнира «Team Tournament 2009». Тип соревнования — командный поединок, каждая команда будет состоять из 4 членов, одним из них будет капитан.
17 декабря 2009 года был начат прием заявлений на участие у турнире «2009 Deadliest Players».
7 января 2009 года были опубликованы результаты турнира «2009 Deadliest Players». Первое место занял игрок «Tlon», второе место «Raden», третье «Hyde911».

## Разработка игры
Scorched 3D первоначально была создана на трёхмерном генераторе ландшафта (англ. 3D landscape generator). Но потом трёхмерные карты были переработаны в игру. Текущая стабильная версия — v43. Версия 41 внесла много усовершенствований в игру, таких как динамические тени и улучшения водных эффектов.
8 сентября 2008 года на официальном сайте игры появилась информация про статус разработки новой версии игры (41.4). В отчете автор игры даёт список изменений в новой версии игры. Работа над новой версией началась с чистки кода, удаления статических буферов, улучшения структуры каталогов, перехода на более новый компилятор, перехода на SVN. Также будет добавлена новая опция которая будет определять размер игровой зоны (не включая размер игрового ландшафта).
19 января 2009 года на официальном сайте игры была опубликована новая бета-версия игры (42). В новой версии игры была оптимизирована графика, скрипты, поддержка больших карт и мелкие изменения в геймплее. Также была улучшена работа игры по интернету и локальной сети.

26 февраля 2009 года на официальном сайте игры появилась новость про релиз версии игры 40. В релизе по сравнению с бета-версией игры добавлены ещё несколько игровых карт, и другие изменения в геймплее.
19 февраля 2009 года на официальном сайте игры были опубликованы версия игры 42 под операционные системы Mac OS X, Gentoo Linux, Debian Linux (Ubuntu).

22 февраля 2009 года на официальном сайте игры была опубликована первая предварительная документация по работе со скриптами оружия в игре (англ. weapon scripting documentation).

3 марта 2009 года на официальном сайте игры была опубликована новая версия игры 42.1. В новой версии была изменена формула расчёта очков, исправлены имена юникода (англ. Unicode) в консоли сервера, добавлены новые функции LUA скриптов, изменения в 64-битной совместимости компилятора, исправлен быстрый старт сервера из под Windows и т. д.
4 марта 2009 года на официальном сайте игры было опубликовано обновление к документация по работе со скриптами в игре. Также была закончена работа над предварительной документацией по работе со скриптами.
10 января 2010 года была выпущена новая версия игры 43beta. Для неё был запущен один интернет-сервер. По словам Гевина Кемпа эта версия игры является тестовой; любой игрок может скачать эту версию игры и выступить в качестве тестера. Только после «шлифовки» этой версии, будет выпущена финальная версия 43. Основными изменениями этой версии стало устранение проблем с игрой через интернет, переработка сетевого кода игры, модифицирован и улучшен механизм создания сервера, а также добавлены несколько новых игровых режимов.
14 февраля 2010 года стала доступна для скачивания новая версия игры 43beta2. Это не стабильная версия, поэтому доступны версии только под Linux и Windows. Главными изменениями данной версии стали изменения GUI, поведения сторонних объектов на карте (самолетов, кораблей), добавлена поддержка русификатора игры, созданного игроками, добавлены новые карты и исправлены некоторые ошибки.
На игровой выставке GDC 2010 команда Eurocenter показала портированную версию игры под iPhone. Данная версия игры не будет полностью бесплатной: игра будет стоить определенную сумму денег, также разработчики планируют выпускать платные дополнение к ней.

3 апреля 2010 года была выпущена новая версия игры — 43. В новой версии было добавлено и переработано множество элементов игры, например прицел, новые ландшафты, исправлены ошибки, обновлен русификатор и т. д.
6 апреля 2010 года была выпущена версия 43.1b, в которой были исправлены ошибки, появившееся в предыдущей версии.
27 апреля 2010 года на сайте SourceForge было опубликовано интервью с Гэвином Кемпом, которое взял у него один из штатных работников сайта. В интервью Кэмп рассказывал про историю создания игры, её технические характеристики и свои планы относительно игры.

3 мая 2010 года была выпущена версия игры 43.1c, в которой была несколько усовершенствована графическая составляющая игры, исправлены ошибки в игре через интернет и добавлены несколько новых улучшений.
23 августа 2010 года была выпущена новая бета-версия игры — 43.2 beta. Основными изменениями в этой версии стала видимость позиций танков во время покупки, возможность покинуть игру без полного выключения клиента, возможность подключится в любое время в качестве зрителя, и усовершенствована деформация ландшафта.
16 ноября 2010 года игра была обновлена до версии 43.2. Основные изменения данного обновления: были изменены некоторые условия игры, исправлены ошибки в сетевой игре, обновлены иконки танков, изменены некоторые звуки и усовершенствованы текстуры.

## Модификация Апокалипсис
Апокалипсис (англ. Apocalypse mod) — модификация для Scorched 3D, которая добавляет в игру в 5 раз больше оружия, новые карты, текстуры, модели, локации (города, фермы, футбольные поля и т. д.). Апокалипсис — самая крупная и популярная модификация к игре, и она входит в комплект с игрой. Самое сильное оружие, которое присутствует в модификации — бомба «Strangelove» ( (рус.)Странная любовь).

## Аналогичные игры
- Scorched Earth
- Tank Wars
- Worms (серия игр)
- BZFlag